# Aphaenogaster barbigula
Aphaenogaster barbigula är en myrart som beskrevs av Wheeler 1916. Aphaenogaster barbigula ingår i släktet Aphaenogaster och familjen myror. Inga underarter finns listade i Catalogue of Life.